# 沃克萊克 (內華達州)
沃克萊克（英語：Walker Lake）是位於美國內華達州米納勒爾縣的普查規定居民點。

## 人口
根據2020年美國人口普查的數據，沃克萊克的面積為3.27平方千米，皆為陸地。當地共有人口247人，而人口密度為每平方千米75.54人。